# Radzyński
Radzyński là một huyện thuộc tỉnh Lubelskie của Ba Lan. Huyện có diện tích 965 km². Đến ngày 1 tháng 1 năm 2011, dân số của huyện là 60612 người và mật độ 63 người/km².